# ゲームぎゃざ
『ゲームぎゃざ』は、ホビージャパンが1999年から2006年にかけて月刊で刊行していたゲーム雑誌。
1999年8月に創刊。2006年4・5月号（通巻80号）にて休刊し、『GAME JAPAN』へとリニューアルされた。

## 概要
創刊当初はトレーディングカードゲーム（TCG）、中でも『マジック:ザ・ギャザリング（MtG）』に力を入れており、誌名も同ゲームを意識して付けられた。表紙には毎号MtGのロゴがあしらわれ、MtGプレイヤーの間では準公式・必読雑誌といった扱いであった。
しかし、日本における『MtG』の人気の低下に伴い、2003年2月号から表紙にMtGのロゴや「ぎゃざガール」をあしらわない形にリニューアル。以後、『ダンジョンズ&ドラゴンズ（第3版）』などのテーブルトークRPGや『三国志大戦』などのアーケードゲームなどの記事が増加、2004年には『マナバーン』としてMtGの記事を分離するなどした事もあり、徐々に『MtG』の記事は減っていった。2006年3月『GAME JAPAN』へとリニューアルし、その歴史に幕を閉じた。

## ぎゃざガール
また刊行初期の表紙には田中久仁彦によって12人の少女キャラクターが描かれていた。後にはこれを「ぎゃざガール」と称してをモチーフにしたTCGアクセサリ類、デッキケースやカードスリーブなどが発売。2002～2004年頃にはホビージャパン社の公式サイトも立ち上げられていた。
2017年からは、ホビージャパン社の田中久仁彦公式ネットマガジン『ONE VISIONS』において描き下ろしの新規イラストが掲載されている。